# Jay Hernández

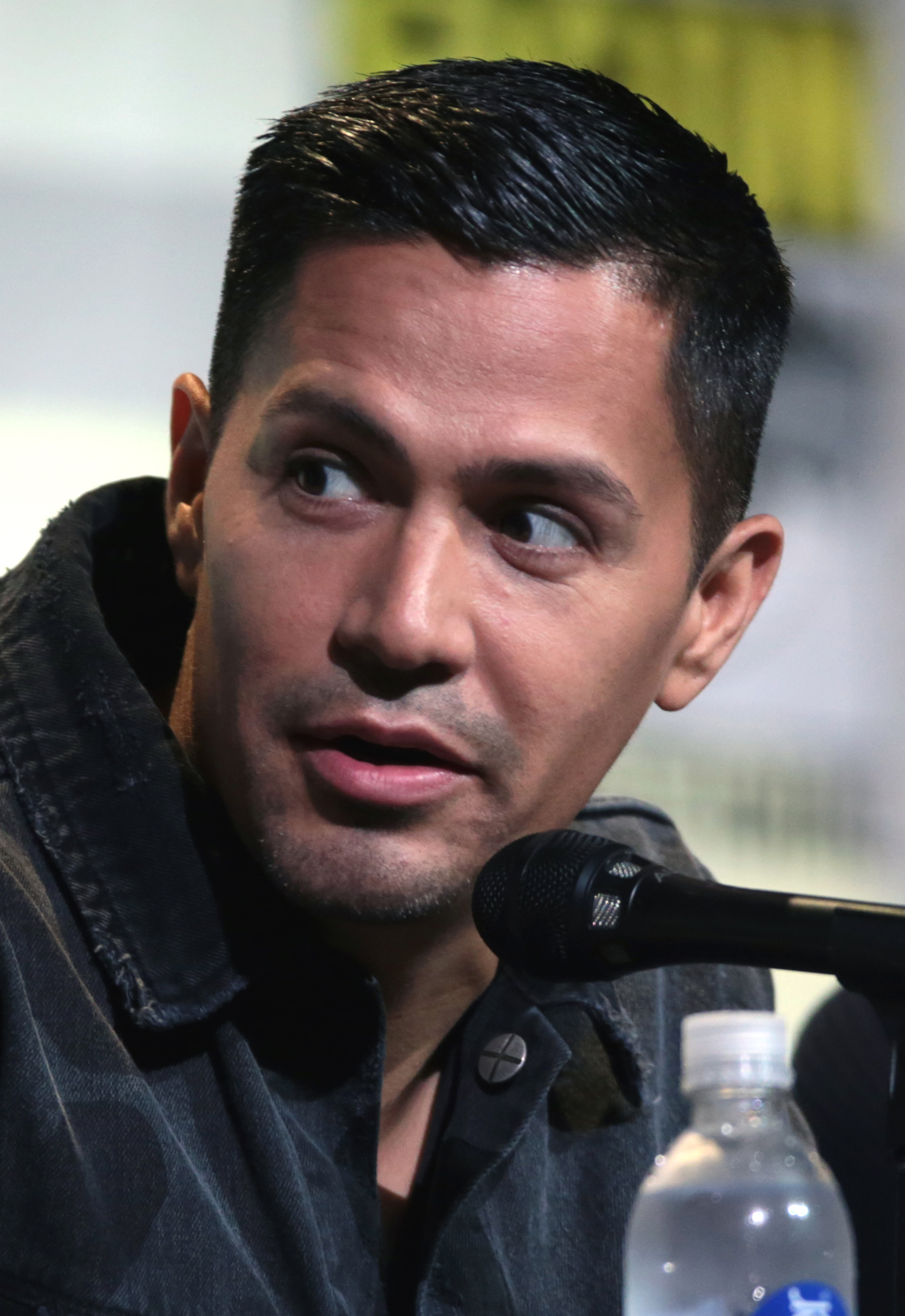
Jay Hernandez bei der Comic-Con (2016)

Javier „Jay“ Hernández Jr. (* 20. Februar 1978 in Montebello, Kalifornien) ist ein US-amerikanischer Schauspieler.
Hernández wurde als Sohn von Javier und Isis Hernández im kalifornischen Montebello geboren. Er hat zwei ältere Brüder und eine jüngere Schwester. Bereits in jungen Jahren wurde Talent-Manager Howard Tyner auf ihn aufmerksam, der ihm eine erfolgreiche Karriere in Hollywood in Aussicht stellte. Tyner schrieb seinen Schützling in Schauspielerschulen ein und verschickte Bilder zu Castings. So bekam Hernández eine Filmrolle, in der er mit Kirsten Dunst in Crazy/Beautiful zusammenarbeiten konnte. Er besuchte auch das Don Bosco Technical Institute in Rosemead, Kalifornien.
Hernández spielte im Jahr 2004 mit John Travolta und Joaquin Phoenix im Action-Drama Im Feuer. Im erfolgreichen Horrorfilm Hostel (2005) hatte er eine der Hauptrollen inne. Hernández ist mit seiner früheren Hang Time Co-Darstellerin Daniella Deutscher verheiratet.

## Filmografie (Auswahl)
- 1998: Hang Time (Fernsehserie)
- 1999: Undressed – Wer mit wem? (MTV’s Undressed) (Fernsehserie)
- 2000: Living the Life
- 2001: Verrückt/Schön (Crazy/Beautiful)
- 2001: Joyride – Spritztour (Joy Ride)
- 2002: Die Entscheidung – Eine wahre Geschichte (The Rookie)
- 2004: Friday Night Lights – Touchdown am Freitag (Friday Night Lights)
- 2004: Im Feuer (Ladder 49)
- 2004: Hart am Limit (Torque)
- 2005: Nomad – The Warrior (Nomad)
- 2005: Carlito’s Way: Rise to Power
- 2006: Hostel
- 2006: World Trade Center
- 2007: Hostel 2
- 2007: Live!
- 2008: Lakeview Terrace
- 2008: Quarantäne (Quarantine)
- 2008: Nothing Like the Holidays
- 2010: Takers – The Final Job (Takers)
- 2012: LOL
- 2014: Gang Related (Fernsehserie, 13 Folgen)
- 2015: Max
- 2015–2016: The Expanse (Fernsehserie, 5 Folgen)
- 2016: Suicide Squad
- 2016: Bad Moms
- 2017: Scandal (Fernsehserie, 7 Folgen)
- 2017: Bad Moms 2 (A Bad Moms Christmas)
- 2017: Bright
- 2018–2024: Magnum P.I. (Fernsehserie, 96 Folgen)
- 2019: A Toy Story: Alles hört auf kein Kommando (Toy Story 4, Stimme)
- 2019: BoJack Horseman (Fernsehserie, Folge 6x01, Stimme)
- 2020: Hawaii Five-0 (Fernsehserie, Folge 10x12)